# Круликевич, Адам
Адам Лукаш Круликевич (пол. Adam Łukasz Królikiewicz; 9 декабря 1894 года, Львов, Австро-Венгерская империя — 4 мая 1966 года, Констанцин-Езёрна, Польша) — польский кавалерист, майор Войска Польского, первый польский олимпийский медалист.
Родился во Львове в многодетной семье (восемь сыновей и дочь) Кароля и Юлии (девичья фамилия Брунарская). После получения аттестата зрелости в 1913 году, поступил на Электрическое отделение Высшей технической школы в городе Митвайда (Германская империя). В августе 1914 вернулся во Львов и вступил в I бригаду польских Легионов. Сперва был приписан к стрелкам, но затем переведён в кавалерию. Там впервые сел на коня и в итоге стал отличным наездником. За отличие в бою за деревню Кунице под Сандомиром (23 июня 1915 года) награждён Virtuti Militari V класса. Отправлен на учёбу в Офицерскую школу кавалерии при 1. полку Легионов. 10 декабря 1918 перешёл в Войско Польское. Чин подпоручика получил в 1919 году.
Оставлен при Кавалерийской школе. С 1932 года проходил службу в 1. шевожелерском полку Юзефа Пилсудского. В 1935—1939 годах начальник обучения езды в Центре обучения кавалерии в Грудзёндзе. 12 марта 1933 года получил звание майора. Был награждён множеством наград Польши и других стран.
Участвовал во всевозможных соревнованиях по конной езде. Всего участвовал в 94 соревнованиях, из которых в 24 занял первое место, а в 81 закончил на пьедестале. В том числе завоевал бронзовую медаль на соревнованиях по конкуру на Олимпийских играх в Париже в 1924 году. Это была первая польская олимпийская медаль в индивидуальных соревнованиях.
Войну провёл в Кракове. После войны работал тренером конной езды и организатором конного спорта. Участвовал консультантом в съёмках ряда фильмов, в некоторых из которых также был актёром в конных сценах. В том числе участвовал в фильмах «Подгале в огне» (1955) и «Ранчо Техас» (1958).
При выполнении одного из конных элементов при съёмках фильма Анджея Вайды «Пепел», упал с коня и получил множественные травмы, в результате которых скончался несколько недель спустя.